# Арендт, Эрих
Эрих Арендт (нем. Erich Arendt; 15 апреля 1903[…], Нойруппин, Бранденбург — 25 сентября 1984[…], Вильгельмсхорст, Бранденбург) — немецкий поэт, писатель

 и переводчик. Член Академии искусств ГДР. Лауреат Национальной премии ГДР (1952, 1983).

## Биография
Родился в рабочей семье. С детства испытывал нужду. В молодости сменил много профессий — работал сельхозрабочим, художником театральных декораций, банковским служащим, журналистом и педагогом в экспериментальной школе.
В 1926 году стал членом Коммунистической партии Германии. С 1928 года — член Лиги пролетарско-революционных писателей.
Ранние поэтические произведения публиковал в экспрессионистском литературном журнале «Der Sturm». Совершил длительные поездки по Германии, Швейцарии, Франции и Испании.
После прихода национал-социалистов к власти в Германии эмигрировал в Швейцарию. В 1933—1950 гг. жил в эмиграции. В 1936—1939 годах участвовал в Гражданской войне в Испании, воевал в составе интернациональных бригад. Затем в 1940 году через Францию эмигрировал в Колумбию, где провёл почти десять лет в индейских поселениях в джунглях. С 1950 года жил в ГДР.
Умер после инсульта. Похоронен на Доротеенштадтском кладбище в Берлине.

## Творчество
Дебютировал в 1925 году. Эмиграция определила характер поэзии Арендта, которая сформировалась под влиянием П. Неруды, Р. Альберти, Н. Гильена. Его первые книги были изданы только после окончания Второй мировой войны — «Ночь несёт альбатроса» (1951) и «Баллада о горном ветре» (1952). В своём творчестве, в основном, использовал формы баллады и сонета. Автор гражданской и философской лирики (сборники «Из пятидесятилетия», 1968; «Память и образ», 1976).
К середине 1950-х годов в его творчестве преобладали темы эмигрантов, позже поэт обратился к современности, стремясь осмыслить её в универсальном, «планетарном» измерении.
Занимался переводами с испанского (авторов испанской литературы, поэтов Латинской Америки, в частности Пабло Неруда)

## Избранные произведения
Сборники стихов
- «Альбатрос в ночи» (1951),
- «Баллада о горном ветре» (1952),
- «Толу. Стихи о Колумбии» (1956),
- «Песнь семи островов» (1957),
- «Оды полета» (1959),
- «Эгейский архипелаг» (1967),
- «Огненный стебель» (1973),
- «Память и образ» (1976).

## Награды
- Национальная премия ГДР III степени (1952)
- Национальная премия ГДР II степени (1983)
- Орден «За заслуги перед Отечеством» (ГДР) в серебре
- Орден «Звезда дружбы народов» (1983)
- Медаль им. Бехера